# Pucciniaceae
Die Pucciniaceae sind eine Familie der Rostpilze (Pucciniales), die Pflanzenkrankheiten auslösen. Neben Süßgräsern, zu denen auch die unterschiedlichen Getreidesorten wie beispielsweise der Weizen gehören, werden auch viele andere Nutzpflanzen von Arten dieser Familie befallen. Die Trivialnamen der Arten enthalten daher häufig den Namen der für den Menschen relevanten Nutzpflanze. Dabei befallen die Pucciniaceae-Arten jedoch in der Regel auch weitere verwandte Wirtspflanzen und Wildformen der Nutzpflanzen.

## Merkmale
Die ampullenförmigen Sporenlager (Spermogonien) liegen unterhalb der Epidermis im Wirtsgewebe mit einer kleinen Pore, der Ostiole. Die Aecien sind meist wie die der Formgattung Aecidium, selten auch wie Caeoma oder Uredo mit oder ohne Trennwand. Die Aecidiosporen sind meist warzig und bilden normalerweise Ketten. Die Uredien sind meist Uredo- oder Uredostilbe-ähnlich und meist ohne Trennwand oder mit seitlich verschmolzenen pallisadenartigen Wänden, manchmal mit paraphysenähnlichen Hyphen. Die Uredosporen sind warzig oder stachelig, gestielt, und verschieden angeordnet. Die Telien sind normalerweise ohne Trennwand, selten aber mit einem pallisadenartigen Peridium oder durch sterile Hyphen in Kammern unterteilt. Sie besitzen manchmal Paraphysen. Die gestielten Teliospore werden einzeln gebildet und sind ein- bis zweizellig, das Septum ist dabei quer oder schräg. Jede Zelle trägt eine einzige Keimpore und bildet bei der Keimung meist ein externes Basidium.

## Systematik
Die Familie umfasst 20 Gattungen mit über 4900 Arten.
Einige Gattungen und Arten:
- Puccinia
  - Getreiderost (Puccinia graminis)
  - Maisrost (Puccinia sorghi, Syn. P. maydis)
  - Braunrost des Weizens (Puccinia triticina)
  - Pflaumenrost (Puccinia discolor)
  - Brennnessel-Rostpilz (Puccinia urticata)
  - Gelbrost (Puccinia striiformis)
  - Malvenrost (Puccinia malvacearum)
  - Puccinia millegranae
  - Puccinia recondita
- Cumminsiella
  - Cumminsiella mirabilissima
- Endophyllum
- Frommea
- Gymnoconia

- Kuehneola
- Miyagia
- Nyssopsora
  - Nyssopsora echinata
- Ochrospora
  - Ochropsora ariae
- Phragmidium
- Trachyspora
- Tranzschelia
- Triphragmium
- Uromyces
  - Uromyces pisi
- Xenodochus

Die Gattung Gymnosporangium mit dem Birnengitterrost (Gymnosporangium fuscum) wird nun in die Familie Gymnosporangiaceae gestellt.